# Juan José Carreras Ares
Juan José Carreras Ares (La Coruña, 9 de agosto de 1928-Zaragoza 4 de diciembre de 2006) fue un historiador español, especialista en historia contemporánea e historiografía. Ocupó la cátedra de Historia Contemporánea en la Universidad de Zaragoza.

## Biografía
Juan José Carreras nació en La Coruña en 1928, hijo de un telegrafista de Correos que fue fusilado al comienzo de la Guerra civil española. Tras completar sus primeros estudios en La Coruña, terminó el bachillerato en el instituto Cardenal Cisneros de Madrid. Estudió Historia en la Universidad Complutense de Madrid, donde se licenció en 1950 con premio extraordinario. Trabajó como profesor ayudante de las cátedras de Ángel Ferrari y de Santiago Montero Díaz, director de la tesis que leyó en 1954 y que también le valió un premio extraordinario (titulada Historiografía medieval española. La idea de historia universal en la Alta Edad Media española). En esos años se relacionó con los que acabarían siendo otros renovadores del pensamiento y la literatura española, como Fernández Santos, Rafael Sánchez Ferlosio o Aldecoa. Además, fiel a su compromiso personal con la dimensión social y política, participó como militante y dirigente en la FUE (Federación Universitaria Española).
Esta militancia política, ciertos sucesos coyunturales y las inaceptables para él exigencias (vitales, ideológicas, existenciales) de la dictadura franquista, le llevaron a optar por alejarse de España. Así, entre 1954 y 1965 permaneció en Alemania, primero en el Dolmetscher Institut de Heidelberg y luego, como profesor del Historisches Seminar de la universidad de la ciudad, en la que coincidió con el filósofo Emilio Lledó (Lector en el Romanisches Seminar) y Hans-Georg Gadamer. Durante su tiempo en Alemania se integró en el importante grupo de historiadores de la Universidad de Heidelberg, encabezado por la figura de Werner Conze y donde empezaba a despuntar la de R. Koselleck.
Tras más de 10 años en la universidad alemana, en 1965 obtiene la cátedra de Historia en el Instituto Goya de Zaragoza (Lledó había regresado en 1964). Cuatro años más tarde, en 1969, consigue por oposición una plaza de profesor agregado en el Departamento de Historia Contemporánea en la Universidad de Zaragoza, donde alcanzaría la cátedra de Historia Contemporánea por traslado en 1980, tras ocupar por un tiempo plaza de catedrático la Universidad Autónoma de Barcelona y en la de Santiago de Compostela. En la Universidad de Zaragoza se jubiló en 1998.
Falleció el 4 de diciembre de 2006. Emérito desde 1998, la muerte lo sorprendió, literalmente, trabajando.

## La historia
Carreras fue historiador contemporaneísta, especialista en historiografía, historia de Alemania contemporánea y marxismo. Destacan sus aportaciones pioneras en historia e historiografía alemanas, su participación en congresos y reuniones científicas (p. ej., Coloquios de Pau, Deutsch-Spanische Symposien de Mainz), la enseñanza en diversas universidades europeas y españolas (Heidelberg, Granada, Zaragoza, cursos de verano de Jaca, UIMP de Santander), la presentación de un gran número de seminarios en universidades europeas y españolas, y la coordinación y participación en numerosas obras colectivas (monográficos de Ayer, Arbor, Cuadernos de la Alhambra, Historia 16, etc. Véase bibliografía). Entre sus discípulos directos, I. Peiró y P. Pasamar incluyen (sin incluirse ellos mismos) a Ramón Villares Paz, Carlos Forcadell y Pedro Ruiz Torres.

## Obra publicada

### Libros
- Marx y Engels (1843-1846): el problema de la Revolución, Madrid, 1968.
- Escuelas y tendencias de la Historiografía actual, Santander, 1976.
- Razón de Historia. Estudios de historiografía, Madrid, 2000.
- Seis lecciones sobre historia, Zaragoza, 2003.
- Lecciones sobre historia, Zaragoza, 2016.

### Trabajos incluidos en libros
- «La Historia de Roma, de Mommsen», Prólogo al volumen II: De la Revolución al Imperio, traducción de A. GARCÍA MORENO, Madrid, 1960, pp. 11-20.
- «Bolívar: una biografía de Marx» en, VV.AA., Suma de Estudios en homenaje al doctor Canellas, Zaragoza, 1969, pp. 249-258.
- «Categorías historiográficas y periodificación histórica», en Once ensayos sobre la Historia, Madrid, 1976, pp. 49-77.
- «El historicismo alemán», en Homenaje a Tuñón de Lara, Santander, 1981, vol. II, pp. 627-643.
- «Nacimiento y evolución de las ciudades: introducción», en Jornadas sobre el estado actual de los estudios sobre Aragón, vol. I, Zaragoza, 1981, pp. 158-161.
- Breves textos sobre el marxismo y España, junto a José Luis RODRÍGUEZ y Carlos FORCADELL, Zaragoza, 1983.
- «Escritos de Marx sobre España», en La revolución burguesa en España, Madrid, 1985, pp. 33-44.
- «La regionalización de la Historiografía: Histoire Regionale, Landesgeschichte e Historia regional», en VV.AA.: Encuentros sobre Historia Contemporánea en las tierras turolenses, Teruel, 1986, pp. 19-29.
- «Altamira y la Historiografía europea», en Estudios sobre Altamira, Alicante, Diputación / Universidad de Alicante, 1987, pp. 395-411.
- «La historiografía sobre la Revolución rusa», en La Revolución rusa 70 años después, León, Universidad, 1988, pp. 205-221.
- «La idea de Europa en entreguerras», en Nosaltres els europeus, Valencia, Alfonso el Magnánimo, 1989, pp. 27-40.
- «Los fascismos y la Universidad», en La Universidad española bajo el franquismo, Zaragoza, 1991, pp. 2-25.
- «La idea de Europa en la época de entreguerras», en Europa en su Historia, ed. por Pedro RUIZ TORRES, Valencia, 1993, pp. 81-95.
- «Economía e Historia», en Historia de Aragón II. Economía y sociedad, Zaragoza, 1996, pp. 9-22.
- «De la compañía a la soledad. El entorno europeo de los nacionalismos peninsulares», en Carlos FORCADELL ÁLVAREZ (ed.): Nacionalismo e Historia, Zaragoza, Institución «Fernando el Católico», 1998, pp. 7-27.
- «El colonialismo de fin de siglo», en VV.AA., Los 98 ibéricos y el mar, vol. I: La península ibérica en sus relaciones internacionales, Madrid, 1999, pp. 23-48.
- «Fin de siglo y milenarismos invertidos», en Ángel VACA (coord.): En pos del tercer milenio: apocalíptica, mesianismo, milenarismo e historia. XI Jornadas de Estudios Históricos, Salamanca, 2000, pp. 225-244.
- «El entorno ecuménico de la Historiografía», en Carlos FORCADELL e Ignacio PEIRÓ (eds.): Lecturas de la Historia. Nueve reflexiones sobre Historia de la Historiografía, Zaragoza, 2001, pp. 11-22.
- «No hay muerte como el olvido: la historia regional alemana de entreguerras» en Miguel Ángel RUIZ y Carmen FRÍAS (coords.): Nuevas tendencias historiográficas e historia local en España: Actas del II Congreso de Historia Local de Aragón, Huesca, 2001, pp. 551-557.
- «El tiempo son las huellas: el tiempo de los historiadores», en Luis Antonio RIBOT, Ramón VILLARES y Julio BALDEÓN (coords.): Año mil, año dos mil: dos milenios en la Historia de España, Madrid, 2001, pp. 117-128.
- «Certidumbre y certidumbres: un siglo de historia» en, María Cruz ROMEO e Ismael SAZ (coords.): El siglo XX: historiografía e historia. V Congreso de la Asociación de Historia Contemporánea, Valencia, 2002, pp. 77-84.
- «El castillo de Barba Azul», en José Miguel LANA (coord.): En torno a la Navarra del siglo XX: veintiún reflexiones acerca de sociedad, economía e historia, Navarra, 2002, pp. 19-24.
- «Edad Media, instrucciones de uso», en Encarna NICOLÁS y José A. GÓMEZ (coords.): Miradas a la Historia. Reflexiones historiográficas en recuerdo de Miguel Rodríguez Llopis, Murcia, 2004, pp. 15-28.
- «Bosques llenos de intérpretes ansiosos y H.G. Gadamer», en Elena HERNÁNDEZ y María Alicia LANGA (coords.): Sobre la historia actual: entre política y cultura, Madrid, 2005, pp. 205-227.
- «¿Por qué hablamos de memoria cuando queremos decir historia?», en Alberto SABIO y Carlos FORCADELL (coords.): Las escalas del pasado. IV Congreso de Historia Local de Aragón, Huesca, 2005, pp. 15-24.
- «El compromiso con la paz de la Constitución Republicana», en Constitución: II República española. 75 aniversario. 1931-2006, Zaragoza, 2006, pp. 23-26.
- «Alternativas territoriales a los metarrelatos nacionales», en Carlos FORCADELL y María Cruz ROMEO (eds.): Provincia y Nación. Los territorios del liberalismo, Zaragoza, 2006, pp. 313-320.
- «La Segunda República española en la Europa de los años treinta», en Manuel BALLARÍN y José Luis LEDESMA (eds.): Avenida de la República. Actas del II Encuentro «Historia y Compromiso. Sueños y realidades para una República», Zaragoza, 2007, pp. 45-62.

### Artículos en revistas
- «Prusia como problema histórico. Sobre algunas publicaciones recientes», Hispania, vol. 27, 107, Madrid (1967), pp. 643-666.
- «Marx y Engels (1843-1846): el problema de la Revolución», Hispania, vol. 28, 108, Madrid (1968), pp. 56-154.
- «La Gran Depresión como personaje histórico: 1875-1896. La era bismarckiana y las ondas largas. Estudio crítico de la obra de Hans Rosenberg: La gran depresión. Desarrollo económico, sociedad y política en Europea Central: un estudio de las relaciones entre la situación económica y los intereses, ideas y comportamiento entre clases y grupos sociales», Hispania, vol. 28, 109, Madrid (1968), pp. 425-443.
- «Pánico en Wall Street», Historia 16, 35 (1979), pp. 78-86.
- «El marco internacional de la Segunda República», Arbor (1982), pp. 36-50.
- «La confrontación», Historia 16, 69 (1982), pp. 58-67.
- «Los escritos de Marx sobre España», Zona Abierta, 30 (1984), pp. 77-92.
- «La idea de Europa entre las dos guerras mundiales», Annales: Anuario del Centro de la Universidad Nacional de Educación a Distancia de Barbastro, 2 (1985), pp. 29-36.
- «La historiografía alemana del siglo XX: La crisis del Historicismo y las nuevas tendencias», Studium. Geografía, historia, arte, filosofía, 2 (1990), pp. 93-106.
- «Ventura del positivismo», Idearium. Revista de Teoría e Historia Contemporánea, Málaga (1992), pp. 7-23.
- «Categorías históricas y políticas: el caso de Weimar», Mientras tanto, bimestral de Ciencias Sociales, 44 (1991), pp. 99-111.
- «Teoría y narración en la Historia», Ayer. Revista de la Asociación de Historia Contemporánea, 12, Madrid (1993), pp. 17-29.
- «Introducción» y edición del número «El Estado alemán, 1870-1992», Ayer (1992).
- «La Historia hoy: acosada y seducida», en A. DUPLÁ y A. EMBORUJO (eds.): Estudios sobre Historia Antigua e historiografía moderna, Universidad del País Vasco, 1994.
- «España en la historiografía alemana», en La Historia en el Horizonte del año 2000 (Jerónimo Zurita, Revista de Historia, 71), Esteban Sarasa Sánchez y Eliseo SERRANO MARTÍN (dirs.), Zaragoza (1997), pp. 253-267.
- «Distante e intermitente: España en la historiografía alemana», Ayer, 31 (1998), pp. 267-278.
- «¿Por qué falamos de memoria cando queremos dicir historia?», Dez.eme: revista de historia e ciencias sociales de Fundación 10 de Marzo, 11 (2006), pp. 67-76.
- «Edad Media, instrucciones de uso», Jerónimo Zurita. Revista de historia, 82 (2007), pp. 11-26.

### Comunicaciones y ponencias en congresos
Selección
- «Marx über Spanien», Coloquio de Leipzig sobre las Revoluciones, Leipzig, 1982.
- «Revolución e historia en Marx», Coloquio de la Fundación F. Ebert, Valladolid, 1983.
- «Totalitarismo y crisis de la democracia liberal (1933-1945), UIMP, 1983.
- «Historiografía alemana actual», Simposio hispano-alemán de historia del siglo XX, Madrid, CSIC, 1984.
- «La historia y las dictaduras», Deutsch-Spanisches Simposium, Mainz, 1986.
- «La historiografía europea sobre la Revolución rusa», II Coloquio de Historia Contemporánea, Universidad de León, 1987.
- «Los historiadores y las dictaduras», Coloquio hispano-alemán, Mainz, 1987.
- «Concepto de la Revolución burguesa en la historiografía contemporánea», Seminario sobre los orígenes de la España contemporánea, UIMP, La Coruña, 1987.
- «Las Revoluciones europeas en la Europa del siglo XX», junio de 1989, UIMP, Santander.
- «Economía e Historia», Congreso Señorío y feudalismo, Zaragoza, Institución «Fernando el Católico», 1989.
- «Historia y ciencia política», El siglo XX en la historiografía española. Cursos abiertos de la Universidad de Málaga, Vélez-Málaga, 1989.
- «El concepto de revolución burguesa en la historiografía europea», Congreso los orígenes de la España contemporánea: crisis del Antiguo Régimen y revolución, UIMP, La Coruña, 1989.
- «Las regiones en la Historia de Europa», XVI Congreso de la Asociación Española de Historia Regional, San Sebastián, 1990.
- «La historiografía alemana», Segundas Jornadas de Historia Contemporánea, Madrid, Biblioteca Nacional, 1990.
- «La Historia acosada y seducida», Estudios clásicos e historiografía, Vitoria, 1990.
- «Sobre los orígenes», II Congreso de Historia Contemporánea de Andalucía, Málaga, mayo, 1991.
- «Historia y Narración», Congreso de la Universidad de Valencia, 1992-1993.
- «La discusión del Método», Seminario en la Fundación 1.º de Mayo, 1993.
- «Teoría y narración en la historia», Coloquio de historiadores y filósofos, organizado en la Universidad de Valencia sobre Narración en la Historia, mayo, 1993.
- «Situación de la historia», Congreso La historia ante el siglo XXI, Santiago de Compostela, 1993.
- «La prensa como fuente para la historia reciente», Curso sobre Aspectos del nuevo currículum en Ciencias Sociales: el mundo actual: enfoque y orientaciones prácticas, Ministerio de Educación y Ciencia-Universidad de Zaragoza, Huesca, 1994.
- «La II República y Europa», II Encuentro Historia y Compromiso, Zaragoza, Fundación Investigaciones Marxistas-Universidad de Zaragoza, diciembre de 2006.